# Christophe Doussot
Christophe Doussot (2 de mayo de 1979) es un deportista francés que compitió en tiro con arco, en la modalidad de arco compuesto.
Ganó una medalla de oro en el Campeonato Europeo de Tiro con Arco al Aire Libre de 2012 y dos medallas en el Campeonato Europeo de Tiro con Arco en Sala, oro en 2010 y bronce en 2011.

## Palmarés internacional
| Campeonato Europeo al Aire Libre | Campeonato Europeo al Aire Libre | Campeonato Europeo al Aire Libre | Campeonato Europeo al Aire Libre |
| Año                              | Lugar                            | Medalla                          | Prueba                           |
| -------------------------------- | -------------------------------- | -------------------------------- | -------------------------------- |
| 2012                             | Ámsterdam (Países Bajos)         | Medalla de oro                   | Equipo                           |
| Campeonato Europeo en Sala       |                                  |                                  |                                  |
| Año                              | Lugar                            | Medalla                          | Prueba                           |
| 2010                             | Poreč (Croacia)                  | Medalla de oro                   | Equipo                           |
| 2011                             | Cambrils (España)                | Medalla de bronce                | Equipo                           |